# Trox rhyparoides
Trox rhyparoides là một loài bọ cánh cứng trong họ Trogidae.

## Hình ảnh

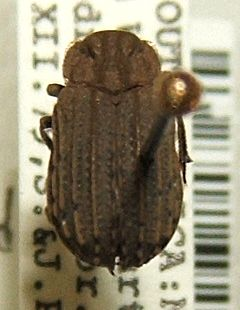